# 지방도 제1081호선
지방도 제1081호선(하북~청량선)은 경상남도 양산시 하북면 순지리와 울산시 울주구 청량면 덕하리를 잇는 경상남도의 지방도였다.
1995년 도로현황조서까지는 신평~덕하선으로 되어있고, 1996년 도로현황조서에는 하북~청량선으로 변경되어있다.
울산시가 광역시로 승격하면서 지방도 지정이 해제되었고, 울주군도 34호선으로 전환되었다.

## 주요 경유지
- 양산시
  - 하북면
- 울산시 울주구
  - 삼동면 - 웅촌면 - 청량면